# Niemierzyno (gmina Świdwin)
Niemierzyno (niem. Nemmin) – wieś w Polsce, położona w województwie zachodniopomorskim, w powiecie świdwińskim, w gminie Świdwin.
Półtora kilometra na południe znajduje się Lotnisko Świdwin.